# Сана (река)
Вижте пояснителната страница за други значения на Сана.
Сана (на босненски: Sana; на сръбски: Сана) е най-дългата от деветте реки минаващи през Сански мост, северозападна Босна и Херцеговина. Реката е дълга 146 km и тече през областта Босненска Крайна. Тя е десен приток на река Уна.